# Codaster
Codaster is een geslacht van uitgestorven blastoïden uit de klasse Blastoidea, dat leefde van het Siluur tot het Laat-Carboon.

## Beschrijving
Deze 1,25 tot 2,5 centimeter hoge blastoide bezat een in een scherpe spits uitlopende, piramidaal gevormde, vijfhoekige beker. Rond de basis en langs de kanten had het dier lange platen, in tegenstelling tot die bij de mond, die kort waren. De ambulacraalgroeven waren kort en driehoekig.